# 苏联通用机器制造部
全苏通用机器制造部（俄语：Министерство общего машиностроения СССР，MOM）是苏联部长会议的一个部， 负责生产弹道导弹、航天运载火箭、大型地对空导弹、密码设备、巡航导弹。设有四个主管生产的总局：
- 地面设备（即发射和试验设施）总局
- 火箭发动机总局
- 制导系统总局
- 导弹总局

部机关位于莫斯科市缪斯卡娅广场。

## 历史
1955年4月2日组建该部，但于1957年5月10日并入国防工业部。
1965年3月2日根据苏共中央与苏联最高苏维埃的No.126-47决议，第二次组建该部。当时辖55个单位：公司、研究院所。1966年辖134家单位。1991年辖160家单位。 
1991年9月17日，该部撤销，叶利钦下令改组为俄罗斯航天局。 1991年12月1日，戈尔巴乔夫颁发总统令撤销苏联通用机器制造部。

## 领导人列表
- 彼得·尼古拉耶维奇·格罗缅科（俄语：Горемыкин, Пётр Николаевич）炮兵技术勤务少将 (2.4.1955 - 10.5.1957)
- 谢尔盖·亚历山德罗维奇·阿法纳西耶夫（英语：Sergey Afanasyev (engineer)） (2.10.1965 - 8.4.1983)
- 奥列格·德米特里耶维奇·巴克拉诺夫 (8.4.1983 - 26.3.1988)
- 维塔利·胡塞伊诺维奇·多古日耶夫 (26.3.1988 - 17.7.1989)
- 奥列格·尼古拉耶维奇·希什金（俄语：Шишкин, Олег Николаевич） (17.7.1989 - 24.8.1991)